# UCI America Tour 2005
Navigation
Édition suivante
L'UCI America Tour 2005 est la première édition de l'UCI America Tour, l'un des cinq circuits continentaux de cyclisme de l'Union cycliste internationale. Il est composé de 30 compétitions, organisées du 8 janvier au 15 septembre 2005 en Amérique.

## Calendrier des épreuves

### Janvier
| Date  | Course                      | Pays      | Classe | Vainqueur      | Équipe                |
| ----- | --------------------------- | --------- | ------ | -------------- | --------------------- |
| 8-21  | Tour du Táchira             | Venezuela | 2.2    | José Rujano    | Colombia-Selle Italia |
| 9     | Copa América de Ciclismo    | Brésil    | 1.2    | Nilceu Santos  | Scott-Marcondes Cesar |
| 16-23 | Tour de l'État de Sao Paulo | Brésil    | 2.2    | Jorge Giacinti | Memorial/Santos       |

### Février
| Date  | Course                             | Pays  | Classe | Vainqueur       | Équipe    |
| ----- | ---------------------------------- | ----- | ------ | --------------- | --------- |
| 8-20  | Tour de Cuba                       | Cuba  | 2.2    | Damian Martinez | Cuba      |
| 10-20 | Vuelta Ciclista Por Un Chile Lider | Chili | 2.2    | Edgardo Simón   | Argentine |

### Mars
| Date  | Course                           | Pays       | Classe | Vainqueur         | Équipe            |
| ----- | -------------------------------- | ---------- | ------ | ----------------- | ----------------- |
| 9-13  | Volta Ciclistica de Porto Alegre | Brésil     | 2.2    | Jorge Giacinti    | Memorial/Santos   |
| 18-27 | Tour de l'Uruguay                | Uruguay    | 2.2    | Alvaro Tardaguila | Dolores CC        |
| 27-3  | Tour du Chili                    | Chili      | 2.2    | Edgardo Simón     | Lider             |
| 31-3  | Redlands Classic                 | États-Unis | 2.2    | Chris Wherry      | Health Net-Maxxis |

### Avril
| Date  | Course                                       | Pays       | Classe | Vainqueur           | Équipe                         |
| ----- | -------------------------------------------- | ---------- | ------ | ------------------- | ------------------------------ |
| 7-10  | Tour de Porto Rico                           | Porto Rico | 2.2    | Wendy Cruz          | Seleccion de Santiago          |
| 14-16 | Sea Otter Classic                            | États-Unis | 2.2    | Doug Ollerenshaw    | Health Net Presented by Maxxis |
| 19-24 | Tour de Géorgie                              | États-Unis | 2.1    | Non attribué        |                                |
| 24-29 | Tour du Salvador                             | Salvador   | 2.2    | Cameron Hughes (de) | Subway                         |
| 25    | Championnat de contre-la-montre panaméricain | Argentine  | CC     | Edgardo Simón       | Argentine                      |
| 30    | Championnat panaméricain de course en ligne  | Argentine  | CC     | John Fredy Parra    | Colombie                       |

### Mai
| Date  | Course                        | Pays       | Classe | Vainqueur         | Équipe                         |
| ----- | ----------------------------- | ---------- | ------ | ----------------- | ------------------------------ |
| 12-15 | Doble Sucre Potosi Grand Prix | Bolivie    | 2.2    | Álvaro Sierra     | Orbitel                        |
| 25-29 | Volta do Paraná               | Brésil     | 2.2    | Maurício Morandi  | Scott-Marcondes Cesar          |
| 31    | Wachovia Invitational         | États-Unis | 1.1    | Gregory Henderson | Health Net Presented by Maxxis |

### Juin
| Date  | Course                      | Pays       | Classe | Vainqueur      | Équipe                         |
| ----- | --------------------------- | ---------- | ------ | -------------- | ------------------------------ |
| 2     | Wachovia Classic            | États-Unis | 1.1    | Gordon Fraser  | Health Net Presented by Maxxis |
| 5     | Wachovia USPRO Championship | États-Unis | 1.HC   | Chris Wherry   | Health Net-Maxxis              |
| 14-19 | Tour de Beauce              | Canada     | 2.2    | Nathan O'Neill | Navigators                     |

### Juillet
| Date | Course                      | Pays     | Classe | Vainqueur          | Équipe                |
| ---- | --------------------------- | -------- | ------ | ------------------ | --------------------- |
| 8-17 | Tour de Martinique          | France   | 2.2    | Frédéric Delalande |                       |
| 9    | Prova Ciclística 9 de Julho | Brésil   | 1.2    | Roberson Silva     | Scott-Marcondes Cesar |
| 24-7 | Tour de Colombie            | Colombie | 2.2    | Libardo Niño       | Loteria de Boyaca     |

### Août
| Date  | Course                                 | Pays       | Classe | Vainqueur        | Équipe                |
| ----- | -------------------------------------- | ---------- | ------ | ---------------- | --------------------- |
| 5-14  | Tour de la Guadeloupe                  | France     | 2.2    | José Flober Peña |                       |
| 22    | USPRO National Criterium Championships | États-Unis | 1.1    | Tyler Farrar     | Health Net-Maxxis     |
| 28-7  | Tour de Santa Catarina                 | Brésil     | 2.2    | Márcio May       | Scott-Marcondes Cesar |
| 29-11 | Tour du Venezuela                      | Venezuela  | 2.2    | José Chacón      |                       |

### Septembre
| Date | Course                      | Pays       | Classe | Vainqueur      | Équipe         |
| ---- | --------------------------- | ---------- | ------ | -------------- | -------------- |
| 4    | Grand Prix de San Francisco | États-Unis | 1.HC   | Fabian Wegmann | Gerolsteiner   |
| 17   | Univest Grand Prix          | États-Unis | 1.2    | Melito Heredia | GS Gotham/Toga |

## Classements

### Classement individuel
L'Argentin Edgardo Simón remporte le classement individuel. Il compte 238 points, acquis lors de la Vuelta Ciclista Lider al Sur, du tour du Chili et du championnat panaméricain du contre-la-montre, qu'il a remportés. Il devance le Cubain Damian Martinez, champion de Cuba et vainqueur du Tour de Cuba, et l'Américain Chris Wherry, vainqueur de la Redlands Bicycle Classic et du Philadelphia International Championship.
| Pos. | Coureurs          | Points |
| ---- | ----------------- | ------ |
| 01.  | Edgardo Simón     | 238    |
| 02.  | Damian Martinez   | 188    |
| 03.  | Chris Wherry      | 185    |
| 04.  | Walter Pedraza    | 161    |
| 04.  | Nilceu Santos     | 152    |
| 06.  | Roberson Silva    | 140    |
| -    | François Parisien | 140    |
| 08.  | Gordon Fraser     | 138    |
| 09.  | Márcio May        | 136    |
| 10.  | José Chacón       | 135    |

* Coureurs de moins de 23 ans

### Classement par équipes
L'équipe américaine Health Net-Maxxis s'impose au classement par équipes. Elle compte deux coureurs parmi les dix premiers du classement individuel : Chris Wherry et Gordon Fraser. Elle devance l'équipe colombienne Colombia-Selle Italia et l'équipe canadienne Symmetrics.
| Pos. | Équipes                              | Points |
| ---- | ------------------------------------ | ------ |
| 01.  | Health Net-Maxxis                    | 766    |
| 02.  | Colombia-Selle Italia                | 438    |
| 03.  | Symmetrics                           | 220    |
| 04.  | Jelly Belly                          | 200    |
| 05.  | Navigators                           | 194    |
| 06.  | Kodak-Sierra Nevada                  | 143    |
| 07.  | Naturino-Sapore di Mare              | 120    |
| 08.  | Webcor Builders                      | 104    |
| 09.  | Express Racing                       | 81     |
| 010. | Colavita Olive Oil-Sutter Home Wines | 78     |

### Classements par nations
Le Brésil est premier du classement par nations, devant l'Argentine et la Colombie.
| Pos. | Nations    | Points |
| ---- | ---------- | ------ |
| 01.  | Brésil     | 1458   |
| 02.  | Argentine  | 1356   |
| 03.  | Colombie   | 01162  |
| 04.  | États-Unis | 01001  |
| 05.  | Venezuela  | 0841   |
| 06.  | Canada     | 0832   |
| 07.  | Cuba       | 0612   |
| 08.  | Chili      | 0496   |
| 09.  | Mexique    | 0404   |
| 10.  | Pérou      | 0240   |